# Шляховое (Кропивницкий район)
Шляховое (укр. Шляхове) — село в Бобринецкой городской общине Кропивницкого района Кировоградской области Украины.
До 2020 года входило в Бобринецкий район
Население по переписи 2001 года составляло 217 человек. Почтовый индекс — 27200. Телефонный код — 5257. Занимает площадь 1,007 км². Код КОАТУУ — 3520810103.

## Местный совет
27200, Кировоградская обл., Бобринецкий р-н, г. Бобринец, ул. Орджоникидзе, 80